# Paul Hoyer
Paul Gustav Hoyer, född 14 mars 1945 i Helsingfors, är en finländsk fysiker.
Hoyer blev filosofie doktor 1977. Han forskade 1969–1981 vid utländska universitet och laboratorier, bland annat vid Nordita 1977–1981, där han var chef 1994–2001. Han utnämndes 1980 till professor i elementarpartikelfysik vid Helsingfors universitet. Han har i olika repriser varit gästforskare och gästprofessor vid amerikanska universitet och vid CERN 1984–1991. Han har publicerat ett hundratal artiklar från elementarpartikelfysikens område.